# Found in a Taxi
Found in a Taxi è un cortometraggio muto del 1909. Il nome del regista non viene riportato nei credit del film.

## Trama
Un giovane, dopo aver ricevuto la fattura di un servizio taxi di due ore con, datogli dall'autista, un pacchetto contenente degli articoli di abbigliamento maschile. sospetta che la mogliettina lo stia tradendo. Subito insegue il taxi per avere un chiarimento, iniziando una caccia per le vie della città. Quando torna a casa, scopre che i suoi sospetti erano infondati: la moglie gli spiega che la camicia e gli altri articoli chiusi nel pacchetto erano dei campioni che dovevano servire a confezionargli un abito, una sorpresa preparata per il suo compleanno. Il giovane chiede perdono all'amata e la pace torna in famiglia.

## Produzione
Il film fu prodotto dalla Lubin Manufacturing Company.

## Distribuzione
Distribuito dalla Lubin Manufacturing Company, il film - un cortometraggio della lunghezza di 117 metri - uscì nelle sale cinematografiche statunitensi l'11 novembre 1909. Nelle proiezioni, veniva programmato con il sistema dello split reel, accorpato in un'unica bobina con un altro cortometraggio prodotto dalla Lubin, The Blue Garter.